# Yadier Molina
Yadier Benjamin Molina, född den 13 juli 1982 i Bayamón, är en puertoricansk före detta professionell basebollspelare som spelade 19 säsonger i Major League Baseball (MLB) 2004–2022. Molina var catcher.
Molina, som spelade hela sin karriär för St. Louis Cardinals, anses av många ha varit den bästa catchern i MLB defensivt sett under sin storhetstid och även offensivt nådde hans spel periodvis höga nivåer.

## Karriär

### Major League Baseball

#### St. Louis Cardinals
Molina draftades av St. Louis Cardinals 2000 som 113:e spelare totalt och året efter gjorde han proffsdebut i Cardinals farmarklubbssystem. Efter drygt tre säsonger i farmarligorna debuterade Molina i MLB den 3 juni 2004.
Molina spelade därefter under hela sin MLB-karriär för Cardinals. Han var känd för sin skicklighet i det defensiva spelet, bland annat var han fyra gånger den catcher i National League som bränt högst andel motståndare som försökt att stjäla en bas. Hans statistik i denna kategori (40,6 %) var 2019 högst bland alla aktiva catchers.
Molina vann World Series med Cardinals två gånger, 2006 och 2011. Han togs ut till MLB:s all star-match nio gånger, vann nio Gold Glove Awards och fyra Platinum Glove Awards, som National Leagues bästa defensiva spelare över huvud taget, och en Silver Slugger Award.
Under 2013 hade Molina problem med sitt högra knä och i slutet av juli tvingades han till skadelistan i 15 dagar. Han gjorde ändå en stark säsong, där han för femte året i rad togs ut till all star-matchen. Han spelade 136 matcher med ett slaggenomsnitt på 0,319 (fjärde bäst i National League), tolv homeruns, 44 doubles (näst bäst i National League) och 80 RBI:s (inslagna poäng). Han satte personliga rekord i hits (161), poäng (68) och RBI:s. Cardinals gick hela vägen till World Series, där de dock förlorade mot Boston Red Sox. Molina belönades efter säsongen med sin sjätte Gold Glove Award i rad och sin första Silver Slugger Award. Han kom även trea i omröstningen till National Leagues MVP Award.
Under 2014 togs Molina för sjätte året i rad ut till all star-matchen i början av juli, en bedrift som ingen catcher i Cardinals klubbhistoria lyckats med tidigare. Bara några dagar efter uttagningen skadade han dock ett ligament i höger tumme, vilket krävde operation. Han missade därigenom all star-matchen och det antogs ta 8–12 veckor innan han kunde vara tillbaka i spel. Vid tidpunkten för skadan hade han ett slaggenomsnitt på 0,287, sju homeruns och 30 RBI:s på 83 matcher. Vidare var han bäst i MLB genom att ha bränt 49 % av de löpare som försökt att stjäla en bas. Han gjorde comeback den 29 augusti, efter bara sju veckor. Totalt spelade han under grundserien 2014 110 matcher med ett slaggenomsnitt på 0,282, sju homeruns och 38 RBI:s. I slutspelet skadade han sig i bukmuskulaturen i match två i National League Championship Series (NLCS) mot San Francisco Giants, en matchserie som Cardinals sedan förlorade med 1–4 i matcher. Efter säsongen vann han sin sjunde raka Gold Glove Award och sin tredje Platinum Glove Award.
2015 togs Molina för sjunde året i rad ut till all star-matchen i juli. Den 19 augusti slog han sin 100:e homerun i MLB-karriären. I slutet av september skadade han vänster tumme och missade några matcher. Under grundserien var hans slaggenomsnitt 0,270 och han hade fyra homeruns och 61 RBI:s. Efter att Cardinals åkt ur slutspelet, där Molina spelade tre matcher trots skadan, genomgick han en operation i vänster tumme, en operation som fick göras om två månader senare. Han erhöll efter säsongen sin åttonde raka Gold Glove Award och sin fjärde Platinum Glove Award.
I början av 2016 års säsong satte Molina nytt klubbrekord för Cardinals när han spelade sin 1 440:e match som catcher och i början av juli nådde han milstolpen 1 500 hits som den 34:e catchern i MLB:s historia. Under säsongen hade han ett slaggenomsnitt på 0,307, åtta homeruns och 58 RBI:s.
I samband med säsongsinledningen 2017 kom Molina och Cardinals överens om en treårig förlängning av Molinas kontrakt, till och med 2020, värd 60 miljoner dollar. Detta gjorde Molina till den bäst betalda catchern i MLB. Under säsongen togs han ut till sin åttonde all star-match. Han hade ett slaggenomsnitt på 0,273, 18 homeruns och 82 RBI:s (personligt rekord) under 2017.
I början av maj 2018 skadades Molina då han träffades av en boll i ljumsken och tvingades till en akut operation som höll honom borta från spel i en månad. Ett par veckor efter comebacken spelade han sin 1 757:e match som catcher för Cardinals. Detta var ett nytt MLB-rekord då ingen tidigare spelat så många matcher som catcher för en och samma klubb. Litet senare togs han ut till sin nionde all star-match, som ersättare för den skadade Buster Posey. Hans slaggenomsnitt för säsongen var 0,261 och han hade 20 homeruns (näst flest dittills under karriären) och 74 RBI:s. Han vann sin nionde Gold Glove Award.
Den 15 maj 2022 vann pitchern Adam Wainwright sin 203:e match i par med Molina, ett nytt MLB-rekord. En vecka senare gjorde Molina sin första match som pitcher. Senare samma säsong, den 14 september, startade Molina och Wainwright sin 325:e match tillsammans, vilket även det var ett nytt MLB-rekord. Molina spelade sin sista MLB-match den 8 oktober 2022 när Cardinals åkte ur slutspelet mot Philadelphia Phillies. I par med Wainwright kom han till slut upp i 213 vinster och 328 starter.

### Internationellt
Molina representerade Puerto Rico vid World Baseball Classic 2006, 2009, 2013 och 2017. 2006 spelade han fyra matcher och hade tre hits på fem at bats och 2009 spelade han tre matcher och hade en hit på sex at bats. 2013, när Puerto Rico kom tvåa i turneringen, spelade han sju matcher och hade sju hits på 27 at bats. 2013 utsågs Molina till turneringens all star-lag. Även 2017 tog Puerto Rico silver och då spelade Molina sex matcher och hade åtta hits på 24 at bats. Molina togs för andra turneringen i rad ut till all star-laget. Bara en spelare, Daisuke Matsuzaka, hade tidigare tagits ut till två all star-lag i turneringens historia.

## Övrigt
Molina har två bröder som också spelat som catcher i MLB – Bengie och José. De tre bröderna är den enda brödratrion i MLB:s historia där alla vunnit World Series.